# I Am the Dance Commander + I Command You to Dance: The Remix Album
I Am the Dance Commander + I Command You to Dance: The Remix Album é um álbum de remisturas da cantora norte-americana Kesha, lançado a 22 de Março de 2011. Foi anunciado a 23 de Fevereiro de 2011, e o disco contém nove remisturas, com aparências de André 3000 e 3OH!3, mais uma faixa ao vivo, "Fuck Him He's a DJ".

## Antecedentes e desenvolvimento
I Am the Dance Commander + I Command You to Dance: The Remix Album é o primeiro álbum de remisturas pela artista, lançado pela RCA Records. A data de lançamento do disco foi anunciada a 23 de Fevereiro de 2011, em conjunto com o título, lista de faixas e capa de arte. Em janeiro de 2011, Kesha lhe enviou faixa "Sleazy" para o rapper André 3000, na esperança de que ele iria colaborar com ela; eles mais tarde falou por telefone e André concordou em aparecer na faixa. O remix de "Animal" pelo DJ Switch foi lançado online pela Entertainment Weekly em 24 de fevereiro de 2011. De acordo com Kesha lançamento do álbum pretende ser uma tentativa de girar sua imagem "garota festeira", que ela explicou: "As pessoas sempre acham que eu sou festeira e que às vezes tem uma conotação negativa, mas realmente a festa para mim não se trata de estar fodido, [...] Trata-se de aproveitar a vida e se divertir, não importa quais sejam as circunstâncias. Eu não me considero uma garota festeira, mas uma comandante de dança." A canção "Fuck Him He's a DJ", é a única música do álbum não derivada de seus dois primeiros álbuns de estúdio. Kesha explicou a razão para sua inclusão no álbum afirmando: "Eu amo DJs e eu amo essa música, [...] Quando eu faço isso no meu show eu toco guitarra. Tem sido um dos favoritos dos fãs por um longo tempo, mas não um poderia comprá-lo em qualquer lugar. Eu pensei que era hora de torná-lo disponível para os meus fãs."

## Composição
I Am the Dance Commander + I Command You to Dance: The Remix Album é um álbum eletrônico que atrai a influência do gênero dance-pop. "The Remix Sleazy" apresenta o rapper André 3000, que canta sobre o "batida bouncy"a canção bateu a falar de uma criança lidar com o pai caloteiro "We start out so cute in our baby pictures/ That mama shot for our daddy so that he wouldn't forget you/ He forgot anyway, but hey, one day he'll remember/ If not, he's human, I'm human, you human, we'll forgive him." André então transita em um rap sobre seu relacionamento com Kesha antes que ela retoma o resto da canção. Switch remix de "Animal" caracteriza "gritos adornos eletrônicos", semelhante à sua contribuição para o rapper britânico M.I.A "Steppin 'Up", transformando a faixa inicialmente otimista em um "lamento misteriosos ecos".

## Alinhamento de faixas
| N.º | Título                                                    | Compositor(es)                                                                      | Produtor(es) | Duração |  |
| 1.  | "Blow" (Cirkut Remix)                                     | Kesha Sebert, Lukasz Gottwald, Benjamin Levin, Klas Åhlund, Max Martin, Allan Grigg |              |         |  |
| 2.  | "The Sleazy Remix" (com André 3000)                       | K. Sebert, Gottwald, Levin, Shondrae Crawford, Åhlund                               |              |         |  |
| 3.  | "Tik Tok" (Untold Remix)                                  | K. Sebert, Gottwald, Levin                                                          |              |         |  |
| 4.  | "Fuck Him He's a DJ"                                      |                                                                                     |              |         |  |
| 5.  | "Animal" (Switch Remix)                                   | K. Sebert, Gottwald, Greg Kurstin, Pebe Sebert                                      |              |         |  |
| 6.  | "Your Love Is My Drug" (Dave Audé Club Remix)             | K. Sebert, P. Sebert, Joshua Coleman                                                |              |         |  |
| 7.  | "We R Who We R" (Fred Falke Club Remix)                   | K. Sebert, Gottwald, Levin, Coleman, Jacob Kasher Hindlin                           |              |         |  |
| 8.  | "Take It Off" (Billboard Remix)                           | K. Sebert, Gottwald, Claude Kelly                                                   |              |         |  |
| 9.  | "Tik Tok" (Chuck Buckett's Veruca Salt Remix)             | K. Sebert, Gottwald, Levin                                                          |              |         |  |
| 10. | "Blah Blah Blah" (com 3OH!3) (DJ Skeet Skeet Radio Remix) | K. Sebert, Levin, Neon Hitch, Sean Foreman                                          |              |         |  |

## Desempenho nas tabelas musicais

### Posições
| Tabela musical (2011)                              | Melhor posição |
| -------------------------------------------------- | -------------- |
| Austrália - ARIA Albums Chart                      | 46             |
| Canadá - Canadian Albums Chart                     | 37             |
| Estados Unidos - Billboard 200                     | 36             |
| Estados Unidos - Billboard Digital Albums          | 13             |
| Estados Unidos - Billboard Dance/Electronic Albums | 1              |

## Histórico de lançamento
| País           | Data                | Formato              | Editora discográfica |
| -------------- | ------------------- | -------------------- | -------------------- |
| Canadá         | 22 de Março de 2011 | CD, descarga digital | Sony Music Canada    |
| Estados Unidos | 22 de Março de 2011 | CD, descarga digital | RCA Records          |